# Fayón
Fayón (Faió en catalán)es un municipio español situado en la provincia de Zaragoza en la comunidad autónoma de Aragón. Este se ubica en la comarca del Bajo Aragón-Caspe y tiene un área de 67,19 km² con una población de 420 habitantes (INE 2022) y una densidad de 6,49 hab/km². 
El pueblo actual se construyó para alojar a los habitantes del antiguo, que quedó inundado en 1967 por la construcción de la presa de Ribarroja sobre el Ebro. Con la inundación desapareció también la antigua estación de ferrocarril, que fue muy importante en el transporte del carbón de las minas de Fayón y  Mequinenza, y que se trasladó al otro lado del límite provincial, a la estación de Fayón-Puebla de Masaluca.

## Toponimia
El término «Fayón» aparece por primera vez en 1219; proviene del árabe حيون, Ḥayyūn, Fayún, nombre de persona, posiblemente bereber egipcio.

## Historia
Fayón, no lejos de la antigua Octogesa, aunque en la margen derecha del Ebro, fue durante siglos un pueblo de navegantes en el gran río ibérico. La ruta fluvial Zaragoza → Escatrón → Mequinenza → Fayón comunicaba con Tortosa y el Mediterráneo al menos desde la llegada de los romanos. Las embarcaciones, llamadas llaguts o llauts, de hasta 20 metros de eslora, y con base en Fayón descendían a favor de la corriente y la remontaban con ayuda de acémilas que discurrían por el camino de sirga. La llegada del ferrocarril en 1892 creó una potente sinergia, al transbordar al mismo, situado en la margen derecha, el carbón de las minas de la margen izquierda. Uno de los pocos llaguts que todavía existe, el llamado Cardenal, se conserva en Fayón, a la espera de que se habilite un espacio como museo.
La estación de ferrocarril, que inicialmente se encontraba en Fayón (Zaragoza), fue puesta en servicio el 1 de febrero de 1892 con la apertura del tramo Fayón-Mora la Nueva de la línea férrea Zaragoza-Tarragona
Hasta la desaparición del viejo pueblo por la construcción del embalse de Ribarroja, Fayón desempeñó un papel esencial en el transporte del lignito desde las minas de la cuenca carbonífera de Mequinenza hasta la zona de consumo, principalmente en Cataluña. El lignito se transbordaba en la estación de ferrocarril, que quedaba muy próxima al río Ebro. El desembarco y la carga se hacía en parte manualmente, mediante trabajadores con cestos y carretas tiradas por bueyes, y en parte mediante diversos artefactos mecánicos, como el plano inclinado propiedad de MZA, el ascensor de Fradera y Butsems y, posteriormente, el puente cargador de Fermín Sáez.
En 1967 la apertura del embalse de Ribarroja anegó el pueblo de Mequinenza y el pueblo viejo de Fayón, obligando a construir dos pueblos nuevos y a modificar el trazado del ferrocarril. La estación de Fayón fue así trasladada a Puebla de Masaluca (Tarragona), a 4 kilómetros del nuevo pueblo de Fayón. El lignito, cuya producción se había concentrado en unas pocas minas, dejó de utilizar el ferrocarril y pasó a transportarse desde la cuenca carbonífera de Mequinenza mediante camiones hacia las centrales térmicas de Andorra y Escucha. El nuevo pueblo fue diseñado por el arquitecto zaragozano José Borobio.

## Demografía
Fayón cuenta con una población de 430 habitantes (INE 2024).
| Gráfica de evolución demográfica de Fayón entre 1842 y 2021                                                         |
| |
| Población de derecho según los censos de población del INE Población de hecho según los censos de población del INE |

## Administración y política
| Período   | Alcalde                | Partido |  |
| --------- | ---------------------- | ------- |  |
| 1979-1983 | Mario Roca Cardona     | PSOE    |  |
| 1983-1987 | Mario Roca Cardona     | PSOE    |  |
| 1987-1991 | Francisco Roca Bes     | PSOE    |  |
| 1991-1995 | Francisco Roca Bes     | PSOE    |  |
| 1995-1999 | Francisco Roca Bes     | PSOE    |  |
| 1999-2003 | José Arbones Vicente   | PP      |  |
| 2003-2007 | José Arbones Vicente   | PP      |  |
| 2007-2011 | José Arbones Vicente   | PP      |  |
| 2011-2015 | José Arbones Vicente   | PP      |  |
| 2015-2019 | Roberto Cabistany Díaz | PP      |  |

| Partido político    | Partido político                                   | 2003   | 2007   | 2011   | 2015   | 2023   |
| Partido político    | Partido político                                   | Ediles | Ediles | Ediles | Ediles | Ediles |
|                     | Partido Popular de Aragón (PP)                     | 5      | 5      | 5      | 5      | 4      |
|                     | Partido de los Socialistas de Aragón (PSOE-Aragón) | 2      | 2      | 2      | 2      | 3      |
| Total de concejales | Total de concejales                                | 7      | 7      | 7      | 7      | 7      |